# روبن وارد
روبن وارد هو ممثل كندي، ولد في 10 أبريل 1944 في كندا.

## أعمال

### أفلام
- (1999) الإعصار[1]

## وصلات خارجية
- روبن وارد على موقع IMDb (الإنجليزية)
- روبن وارد على موقع أول موفي (الإنجليزية)
- روبن وارد على موقع قاعدة بيانات الفيلم (الإنجليزية)